# Рівердейл (Каліфорнія)
Рівердейл (англ. Riverdale) — переписна місцевість (CDP) в США, в окрузі Фресно штату Каліфорнія. Населення — 3477 осіб (2020).

## Географія
Рівердейл розташований за координатами 36°25′49″ пн. ш. 119°52′2″ зх. д. / 36.43028° пн. ш. 119.86722° зх. д. (36.430405, -119.867175).  За даними Бюро перепису населення США в 2010 році переписна місцевість мала площу 10,17 км², уся площа — суходіл.

## Демографія
Згідно з переписом 2010 року, у переписній місцевості мешкали 3153 особи в 845 домогосподарствах у складі 714 родин. Густота населення становила 310 осіб/км².  Було 918 помешкань (90/км²).
Расовий склад населення:
| - 57,9 % — білих - 1,9 % — корінних американців - 1,0 % — чорних або афроамериканців - 0,9 % — азіатів - 0,2 % — вихідців з тихоокеанських островів - 33,3 % — осіб інших рас |

До двох чи більше рас належало 4,8 %. Частка іспаномовних становила 66,8 % від усіх жителів.
За віковим діапазоном населення розподілялося таким чином: 35,2 % — особи молодші 18 років, 56,5 % — особи у віці 18—64 років, 8,3 % — особи у віці 65 років та старші. Медіана віку мешканця становила 27,6 року. На 100 осіб жіночої статі у переписній місцевості припадало 99,7 чоловіків;  на 100 жінок у віці від 18 років та старших — 95,6 чоловіків також старших 18 років.
Середній дохід на одне домашнє господарство  становив 50 369 доларів США (медіана — 48 490), а середній дохід на одну сім'ю — 49 251 долар (медіана — 46 094). За межею бідності перебувало 32,2 % осіб, у тому числі 37,1 % дітей у віці до 18 років та 34,0 % осіб у віці 65 років та старших.
Цивільне працевлаштоване населення становило 1285 осіб. Основні галузі зайнятості: сільське господарство, лісництво, риболовля — 33,5 %, освіта, охорона здоров'я та соціальна допомога — 20,1 %, роздрібна торгівля — 8,6 %, мистецтво, розваги та відпочинок — 8,5 %.